# Ian Greaves

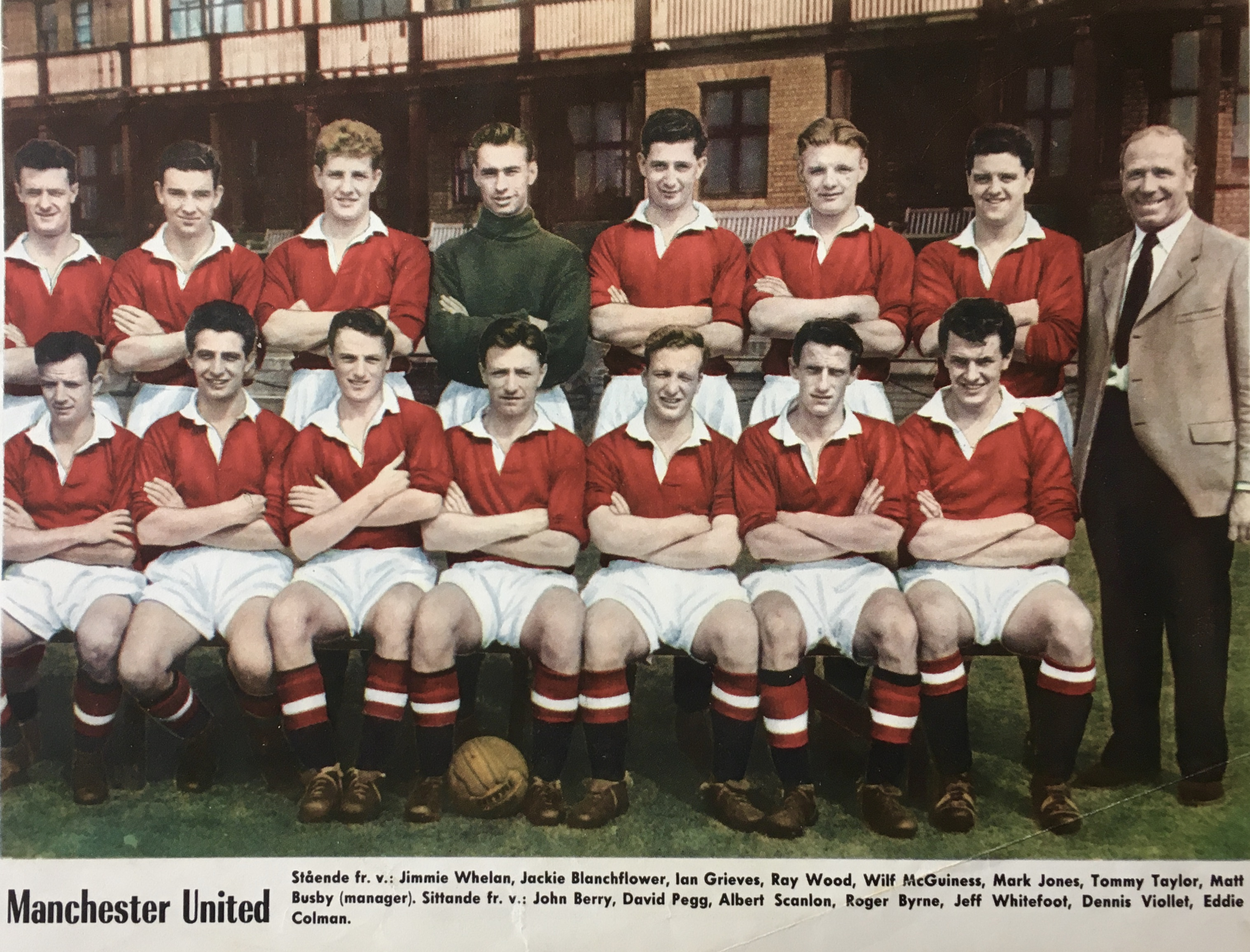
Manchester United aus dem Jahre 1957 – Bild zeigt 2. Reihe stehend v. l.: Jimmie Whelan, Jackie Blanchflower, Ian Greaves, Ray Wood, Wilf McGuinness, Mark Jones, Tommy Taylor, Matt Busby (Manager);1. Reihe hockend v. l.: Johnny Berry, David Pegg, Albert Scanlon, Roger Byrne (Kapitän), Jeff Whitefoot, Dennis Viollet und Eddie Colman.

Ian Denzil Greaves (* 26. Mai 1932 in Crompton; † 2. Januar 2009 in Ainsworth) war ein englischer Fußballspieler und -trainer. Als Teil der „Busby Babes“ von Manchester United gewann der Verteidiger in der Saison 1955/56 die englische Meisterschaft. Später war er fast drei Jahrzehnte Trainer im englischen Profifußball und dabei besonders bei Huddersfield Town, den Bolton Wanderers und Mansfield Town mit jeweiligen Aufstiegen erfolgreich.

## Sportlicher Werdegang

### Spielerkarriere
Greaves stieß im Alter von 21 Jahren aus Buxton zu Manchester United. Er wirkte als groß gewachsener und robuster Verteidiger ein wenig schwerfällig und nicht viele prophezeiten ihm eine Fußballerkarriere auf höchstem Niveau. Nach seinem Debüt am 2. Oktober 1954 gegen den amtierenden Meister Wolverhampton Wanderers (2:4) vertrat er aber dann in der Spielzeit 1955/56 den verletzten Bill Foulkes auf der rechten Verteidigerposition. Er tat dies in 15 Ligapartien auf dem Weg zur englischen Meisterschaft derart zur Zufriedenheit von Trainer Matt Busby, dass der zwischenzeitlich wiedergenesene Foulkes erst in der Folgesaison seinen vormaligen Stammplatz zurückeroberte. Bei der erfolgreichen Titelverteidigung in der Spielzeit 1956/57 nahm Greaves mit drei Ligaeinsätzen nur noch eine Nebenrolle ein. Im Februar 1958 zählte er nicht zum Kader von Manchester United, der zum Auswärtsspiel im Europapokal der Landesmeister nach Belgrad flog und beim Abflug vom Rückflug-Zwischenstopp in München verunglückte.
Nach dem „Munich Air Disaster“ berief Busbys Assistent Jimmy Murphy Greaves auf den linken Verteidigerposten und dort absolvierte dieser das Endspiel im FA Cup, das gegen die Bolton Wanderers mit 0:2 verloren ging. In der anschließenden Saison 1958/59 blieb er eine feste Konstante auf der linken Seite, bevor eine Knieverletzung das Ende seiner Zeit in Manchester einläutete. Im Dezember verließ Greaves den Klub in Richtung des Zweitligisten Lincoln City. Dort blieb er jedoch nicht einmal ein halbes Jahr, bevor er bei Oldham Athletic bis 1962 seine Football-League-Laufbahn ausklingen ließ. Anfang 1963 wurde er von Freddie Pye zum FC Altrincham in die Cheshire County League geholt, wo seine Fußballerlaufbahn zu Ende ging.

### Trainerlaufbahn
Nachdem er während seiner Zeit bei Altrincham als Sportlehrer an einer Privatschule unterrichtet hatte und 1963 gemeinsam mit Phil Woosnam in der Saisonpause auch in Nordrhodesien als Trainer tätig war, bewarb er sich 1964 erfolgreich um die Übungsleiterstelle bei Huddersfield Town. Da der dortige Cheftrainer Eddie Boot bereits nach vier Spieltagen der neuen Saison hinwarf, betreute Greaves im September und Oktober 1964 die Mannschaft für insgesamt zwölf Partien als Interimstrainer, bevor Tom Johnston bis 1968 den Cheftrainerposten ausfüllte.
Greaves folgte auf Johnston auf der Cheftrainerposition von Huddersfield nach. Gemeinsam mit seinem Co-Trainer Henry Cockburn, den er bereits 1964 zum Klub geholt hatte, führte er den Verein 1970 zum Gewinn der Zweitligameisterschaft und dem damit verbundenen Aufstieg ins englische Oberhaus. Dort gelang ihm zunächst der Klassenerhalt, aber im zweiten Jahr stieg Greaves mit Huddersfield wieder in die Second Division ab und im Jahr darauf ging es sogar runter in die Drittklassigkeit, bevor er 1974 nach einem Streit mit der Führungsetage den Klub verließ. Danach schloss sich Greaves den Bolton Wanderers an, die damals wiederum in der Second Division spielten. Er war zunächst Assistent von Jimmy Armfield, bevor es diesen zu Leeds United als Nachfolger von Brian Clough zog. Auf Empfehlung von Armfield wurde Greaves zu Boltons neuem Cheftrainer befördert – vier Stunden vor dem Heimspiel gegen den FC Orient am 5. Oktober 1974. Er verjüngte das Team in der Folgezeit und führte es zunächst ins gesicherte Mittelfeld. Das erste Highlight war 1977 das Erreichen des Halbfinals im Ligapokals, was dem Klub zuvor noch nie gelungen war. Im Jahr darauf stieg Bolton als Zweitligameister in die erste englische Liga auf und Greaves erhielt daraufhin die Auszeichnung zum besten Zweitligatrainer, nachdem er in Diensten des Klubs bereits die Monatswertungen im Januar 1975, November 1976, August 1977 und Oktober 1977 gewonnen hatte.
Der weitere sportliche Verlauf ähnelte dem in Huddersfield. Zunächst gelang Greaves mit Bolton der Klassenerhalt, aber bereits im zweiten Jahr folgte der Absturz ans Tabellenende. Im Januar 1980 wurde er entlassen, obwohl er zwei Tage zuvor im FA Cup noch mit seinen Mannen die fünfte Runde erreicht hatte. Maßgeblich verantwortlich für die Entlassung waren dabei auch die gestiegenen Erwartungen im Klub gewesen, die Greaves nicht erfüllen konnte, obwohl er viermal die Rekordtransfersumme für Neuverpflichtungen überboten – und dabei speziell mit Len Cantello „daneben gelegen“ – hatte.
Noch im selben Jahr 1980 nahm Greaves die nächste Traineraufgabe bei Oxford United an und zwei Jahre später arbeitete er kurzzeitig bei den Wolverhampton Wanderers. Nach einer weiteren Assistententätigkeit bei Hereford United übernahm er ab Januar 1983 die Geschicke von Mansfield Town. Er führte Mansfield 1986 zum Aufstieg aus der vierten Liga und ein Jahr später zum Sieg in der Freight Rover Trophy. Das Engagement endete im Februar 1988 und Greaves arbeitete danach für diverse Klubs im Scoutingbereich.
Er verstarb im Januar 2009 im Alter von 76 in der Nähe von Bolton.

## Titel/Auszeichnungen
- Englische Meisterschaft (1): 1956
- Football League Trophy (1): 1987